# Línea L31 (Montevideo)
La línea L31 es una línea local de Montevideo, une en modalidad de circuito el barrio Puntas de Manga con en la terminal ubicada en la intersección de las avenidas Mendoza e Instrucciones. En septiembre de 2021 fue extendido su recorrido, debido a la creación de sus líneas hermanas L32 y L33.

## Recorrido
| - Terminal Mendoza e Instrucciones. - Avenida de las Instrucciones - Camino Petirossi - Juan P. Duarte - Camino al Paso del Andaluz - Avenida Don Pedro de Mendoza - Camino La Abeja - Avenida Don Pedro de Mendoza - Camino Carlos Linneo - Avenida de las Instrucciones - Avenida José Belloni | - ...Cno. Antares - Avenida de las Instrucciones - Camino Carlos Linneo - Avenida Don Pedro de Mendoza - Camino La Abeja - Avenida Don Pedro de Mendoza - Camino Petirossi - Terminal Mendoza e Instrucciones. |

## Barrios
La L31 pasa por los barrios: Puntas de Manga, Toledo Chico y Nuevo Siglo.